# Колпеница (ручей)
Колпеница — левый приток среднего течения Остра в Рославльском районе Смоленской области России. Длина — 8 километров.
Начинается возле деревни Колпеница и протекает через неё. Общее направление течения на северо-запад. Впадает в Остёр на 150 км от устья, на высоте 171 м над уровнем моря, северо-восточнее деревни Чернатка.
Имеет 3 безымянных притока общей длиной 4 км.